# Diferencias entre el español y el portugués
El portugués y el español son dos de los idiomas con más hablantes del mundo. Aunque están estrechamente relacionados, siendo ambos lenguas romances del grupo iberorromance, hasta el extremo de tener un cierto grado de inteligibilidad entre uno y otro, también existen diferencias importantes entre ellos, lo que puede traer dificultades para las personas que hablan uno de estos dos idiomas y buscan aprender el otro. 
Los dos idiomas son parte de un grupo lingüístico más amplio conocido como lenguas iberorromances, que contiene también lenguas o dialectos con menos hablantes, todos los cuales son, en cierta medida, mutuamente inteligibles entre ellos.
También hay algunas diferencias entre el portugués brasileño y el portugués europeo. Este artículo solo advierte de las diferencias entre ellos cuando: 
- Tanto el portugués brasileño como el europeo difieren no solo entre ellos, sino también del español.
- Una de las variantes del portugués (el portugués brasileño o el portugués europeo) difiere del español con una sintaxis inviable en español.

## Ejemplos
El español y el portugués comparten una gran cantidad de vocablos que se escriben de la misma forma (aunque puedan pronunciarse ligeramente diferente), que se escriben casi idénticos (aunque puedan pronunciarse más o menos igual) o que se escriben de manera previsiblemente similar. Considere, por ejemplo, el siguiente párrafo, tomado del libro Gramática Esencial del Español, de Manuel Seco, y compárelo con su versión en portugués que aparece a continuación. Notará la gran similitud en el léxico y apenas ligeros cambios en el orden de las palabras:
Pero, a pesar de esta variedad de posibilidades que la voz posee, sería un pobre instrumento de comunicación si no contara más que con ella. La capacidad de expresión del hombre no dispondría de más medios que la de los animales. La voz, sola, es para el hombre apenas una materia informe, que para convertirse en un instrumento perfecto de comunicación debe ser sometida a un cierto tratamiento. Esa manipulación que recibe la voz son las "articulaciones".
Mas, apesar desta variedade de possibilidades que a voz possui, seria um instrumento de comunicação muito pobre se não contasse com mais que isso. A capacidade de expressão do homem não disporia de mais meios que a dos animais. A voz, sozinha, é para o homem apenas uma matéria informe, que para se converter num instrumento perfeito de comunicação deve ser submetida a um certo tratamento. Essa manipulação que a voz recebe são as "articulações".
Algunas palabras comunes son, sin embargo, bastante diferentes entre los dos idiomas, por ejemplo: 
| Español  | Portugués | Origen                                                                    | Comentarios |
| -------- | --------- | ------------------------------------------------------------------------- | --- |
| coartada | álibi     | Latín coarctare, alibi                                                    | |
| tienda   | loja      | Latín tenta, Francés antiguo loge (<Germanico)                            | Hay una palabra parecida en portugués, tenda, pero significa tienda de campaña. En español se tiene lonja, relacionada con el portugués pero designa un tipo distinto de establecimiento comercial. |
| rodilla  | joelho    | Latín rŏtella, genucŭlu                                                   | Rótula, el hueso de la rodilla tanto en español como en portugués, tiene la misma etimología que rodilla. El término español hinojo (rodilla) o de hinojos (de rodillas) tiene la misma etimología que el portugués joelho. |
| calle    | rua       | Latín callis, [via] ruga                                                  | |
| dársena  | barragem  | Árabe Hispano ãdár aṣṣán‘a < Árabe clásico dār aṣṣinā‘ah, Francés barrage | |
| ventana  | janela    | Latín vĕntu, jānuella                                                     | Janela viene de Jano, el dios de las puertas. |
| borrar   | apagar    | Latín burra, Latín adpācāre                                               | La palabra borrar existe en portugués, pero significa ensuciar (a pesar de que borracha signifique "goma de borrar"), mientras que apagar en español tiene un significado distinto (este significado existiría también en portugués, en expresiones tales como apagar a luz, "apagar la luz") al que originalmente tuvo, antes significaba borrar y luego se usó solo para "borrar (apagar) la luz". |
| rebajas  | saldos    | Latín re + bassus, Italiano saldo < soldo                                 | |
| olvidar  | esquecer  | Latín oblītare, excadĕscere                                               | Olvidar también existe en portugués, pero es mucho menos común, así como los términos obliterar y obliviar, de la misma raíz. |

## Vocabulario

### Visión general
Las diferencias de vocabulario entre estos dos idiomas provienen de diversos factores: 
- Ortografía: Algunas palabras se escriben de forma distinta, a pesar de tener el mismo origen y pronunciación similar: Por ej., la palabra española mayor con la portuguesa maior, o el español Miño con el portugués Minho.
- Evolución fonética diferente: ya / já, veces / vezes, visión / visão, ojalá / oxalá.
- Diferencias en el sustrato lingüístico: El español conservó la mayor parte del vocabulario mozárabe, de origen arábigo, mientras que el portugués no tuvo tanta influencia árabe: Por ejemplo: albañil en portugués es pedreiro, alcalde en portugués es presidente da câmara, chaleco en portugués es colete, guisante en portugués es ervilha, jurel en portugués es cavala, albornoz en portugués es roupão, ahorrar en portugués es poupar;  hay unos pocos ejemplos en sentido contrario, como el portugués alface en español  lechuga.

- Influencias de otras lenguas europeas durante la Edad Media y el Renacimiento: El portugués recibió una fuerte influencia del idioma francés, mientras que el español era más autónomo y orientado hacia el Mediterráneo.
- Influencias de otras lenguas (amerindias, africanas, o asiáticas): Por ejemplo, si se comparan las siguientes palabras principales en español y en portugués:

"Piña" (utilizada también en español para el fruto del pino) / "abacaxi" o "ananás" (del tupí);
"Té" (del dialecto chino Min Nan) / "chá" (del cantonés)
- Cambios semánticos que producen cognados que, aunque parecen similares, tienen significados distintos (son falsos amigos), como "diseñar" y "desenhar", que en portugués significa dibujar.
- Palabras que tienen dos formas en un idioma, pero solo una en el otro: El portugués "criar" corresponde por igual a las palabras españolas "crear" y "criar", mientras que el español "sueño", en portugués significa "sonho" y "sono".

### Días de la semana
De forma diferente al español y a otras lenguas romances, el portugués moderno no utiliza el antiguo sistema planetario de los romanos para los días de lunes a viernes. En vez de eso, es un sistema numérico, y derivado del latín eclesiástico. La palabra 'feira' tiene origen en el latín 'feria', día. También, a diferencia del español, los días "feira" son femeninos.
| Español   | Portugués     |
| --------- | ------------- |
| domingo   | domingo       |
| lunes     | segunda-feira |
| martes    | terça-feira   |
| miércoles | quarta-feira  |
| jueves    | quinta-feira  |
| viernes   | sexta-feira   |
| sábado    | sábado        |

Frecuentemente la palabra feira se omite, (si no fuera necesaria para evitar confusión):
Vou à praia na segunda. (Voy a la playa el lunes.)

### Cognados
Además de una cantidad considerable de falsos amigos, también hay varias palabras cuyo significado es más amplio en un idioma que en el otro. Algunos ejemplos:

#### "Todo" y "tudo"
En la lengua portuguesa hay dos palabras equivalentes al "todo" español: todo y tudo. La primera tiene un sentido que en español se interpretaría como "Todos y cada uno", mientras que la segunda implica una generalidad. Por ejemplo:
Todo insecto tiene seis patas. (español)
Todo inseto tem seis patas. (portugués)
El ladrón robó todo. (español)
O ladrão roubou tudo. (portugués)

#### "Muy," "mucho," y "muito"
En portugués se utiliza muito/a como traducción del adjetivo mucho/a, y muitos/as como traducción de muchos/as. También se utiliza muito/a para traducir el adverbio "muy" (La palabra mui, cognado del español muy, existió en portugués, pero ya no se utiliza.)
Saqué muchas fotos durante el viaje. (español)
Tirei muitas fotos durante a viagem. (portugués)
Las cerezas están muy maduras. (español)
As cerejas estão muito maduras. (portugués)
Muito, como adjetivo, debe concordar en género y número con el nombre, como en español. Muito, utilizado como adverbio, es invariable (como "muy"). Sería incorrecto decir *muitas maduras en el segundo ejemplo.

#### Números cardinales
Los números cardinales son muy parecidos en español y portugués, pero hay una diferencia en los números "uno" y "dos".
Mientras que el español tiene diferentes palabras para "un" (artículo indefinido masculino singular; "un libro") y "uno" (numeral o pronombre; "página uno"), en portugués las dos palabras son la misma: "um". También, mientras que en español se puede utilizar "uno" para representar un sujeto indeterminado, en portugués no es posible hacer esto con "um", es necesario utilizar el pronombre impersonal "se":
Uno debe pensar antes de actuar. (español)
Deve-se pensar antes de agir (portugués)
Esto se aplica también a expresiones como todos a una [voz] que habría que traducir en portugués sin ningún número cardinal. Por ejemplo: todos juntos.
Por otro lado, en portugués (al contrario del español) el número cardinal "dos" tiene género (dois si es masculino, duas si es femenino).
Uno más uno es igual a dos. (español)
Um mais um é igual a dois. (portugués)
Dos cabezas piensan mejor que una. (español)
Duas cabeças pensam melhor que uma. (portugués)

#### Conjunciones: "y"/"e", "o"/"ou"
Mientras que en español se utiliza la conjunción copulativa "y" (excepto cuando la palabra empieza por "i" e "hi", en los que se utiliza "e") el portugués utiliza siempre "e", independientemente de la pronunciación de la siguiente palabra.
sal y pimienta (español)
sal e pimenta (portugués)
judío e hindú (español)
judeu e hindu (portugués)
leer y escribir (español)
ler e escrever (portugués)
De forma similar, en portugués se va a utilizar siempre la conjunción disyuntiva "ou" (significando "o") independientemente de como suene la siguiente palabra. En español, se sustituye esta conjunción "o" por "u", en caso de que la siguiente palabra comience con "o" u "ho". 
español o portugués (español)
espanhol ou português (portugués)
plata u oro (español)
prata ou ouro (portugués)

#### "Sí", "sim", "si" y "se"
En portugués, la palabra se puede ser un pronombre reflexivo, como en español, o también un condicional, significando "si ...". Esto puede dar la falsa impresión de que un verbo en portugués es pronominal, cuando no lo es. Por ejemplo, Se ficou em Paris... significa "Si (él) permaneció en París..." Cuando la conjunción se precede a un verbo pronominal, es común tener dos "se" en la frase. Se se esqueceu da sua senha... "Si se olvidó de su contraseña..."
| Español                               | Portugués |
| ------------------------------------- | --------- |
| sí (adverbio de afirmación)           | sim       |
| sí (pronombre reflexivo acentuado)    | si        |
| si (conjunción condicional)           | se        |
| se (pronombre reflexivo no acentuado) | se        |

#### Miscelánea
- Estranhar en portugués, significa extrañarse, sorprenderse. (Mientras que extrañar, en español, también significa echar de menos o echar en falta).
- Raro, en portugués, significa infrecuente, que no es común. (En español, también significa extraño, extravagante).
- Todavia, en portugués, significa aunque/sin embargo. (Todavía se diría "ainda" en portugués).
- (Estar) embaraçada, en portugués, significa (estar) confundida, (estar) incómoda, como una idea afín al español de (situación) embarazosa. Si bien se utiliza en gran parte de Río Grande del Sur (Brasil) con el mismo significado que en español para indicar estado de gravidez o buena esperanza.
- Esquisito, en portugués, significa extraño, raro
- Esperto, en portugués, significa despierto, inteligente, vivo, y no experto.
- Escova, en portugués, es un cepillo, no una escoba.
- Apelido, en portugués europeo, significa "apellido", mientras que en portugués brasileño significa apodo/sobrenombre. (En portugués europeo apodo sería alcunha). Sobrenome, en los dos portugueses, significaría también "apellido".

### Preposiciones

#### Contracciones
La preposición a del español es idéntica al artículo definido femenino del portugués. Por tanto, a Ana, en portugués, significaría literalmente "la Ana" o, traducido, simplemente "Ana" (los nombres propios llevan artículo definido en portugués). Para incluir la preposición debe utilizarse el acento grave (a + a = à). Por tanto, Di un regalo a Ana sería Dei um presente à Ana. En portugués europeo, a se pronuncia [ɐ], mientras que à se pronuncia [a]. Esta distinción no se hace generalmente en portugués brasileño.
Otras preposiciones del portugués se contraen con artículos o con pronombres personales, en algunos casos produciendo falsos amigos:  dos y no, en portugués, son contracciones de de + os (/de los/) y de em + o (/en el/). Mientras que el español sólo tiene las contracciones preposicionales al (a + el) y del (de + el), el portugués tiene muchas más formadas con las preposiciones a, de, em, por y com.
Los museos del [de + el] mundo. (español)
Os museus do [de + o] mundo. (portugués)
Es la silla de él.
É a cadeira dele. [de + ele] (portugués)
También hay contracciones no obligatorias uniendo em y de con el artículo indefinido (num, dum, etc.) y de con aqui (daqui). Las contracciones obligatorias conmigo (español)/comigo (portugués), contigo, y consigo existen en ambos idiomas. El portugués añade con(n)osco (con nosotros) para nós, y convosco (con vosotros) para vós. (En español esas formas son arcaicas y no se utilizan). Todas las contracciones del portugués implican o el artículo definido o un pronombre demostrativo incluyendo ambos las formas femenina y plural:
Contracciones obligatorias "masculino singular" en portugués:
- ao, pelo (por + o), do, dele, deste, desse, daquele, daqueloutro, no, nele, neste, nesse, naquele, àquele, àqueloutro

Tres formas adicionales existen para el femenino y el plural.
Contracciones obligatorias "sin género" en portugués:
- disto, disso, daquilo, nisto, nisso, naquilo, àquilo

#### La "a" personal
En español se utiliza una preposición, -la llamada "a personal"-, delante del objeto directo de un verbo transitivo (excepto tener) cuando éste denota una persona, o un animal o una cosa personificados. No se utiliza para personas anónimas conocidas solo por su profesión o estatus (policías, médicos, soldados, etc.). En portugués, la "a personal" es muy poco frecuente. Ocasionalmente la hallamos en textos formales, como el mandamiento bíblico Amar a Deus sobre todas as coisas (Amar a Dios sobre todas las cosas), pero suena arcaico. Dado que en portugués el objeto directo no es normalmente precedido por una preposición, es fácil diferenciarlo del objeto indirecto que siempre va precedido de una preposición, y cualquier posible leísmo sería menos problemático en portugués. El loísmo y el laísmo nunca se dan en portugués.
Como se mencionó arriba, la preposición a es idéntica al artículo determinado femenino en portugués, lo que puede crear cierta confusión. Por ejemplo, en la frase en español: He invitado a Juana para cenar en nuestra casa, a es una preposición (la "a" personal), pero en la versión portuguesa: Convidei a Joana para jantar em nossa casa, es un artículo determinado. (La razón de la traducción de "He invitado" a  "Convidei" se explica en la sección Pretérito perfecto compuesto.)

#### "Ir a" frente a "ir para"
Bastante frecuentes en los dos idiomas son las preposiciones a y para.  Sin embargo, el portugués distingue entre ir a algún sitio por un corto período de tiempo, frente a ir por un largo período de tiempo, especialmente si es un destino deseado, en este último caso se utiliza para en vez de a. Aunque no hay una duración específica de la estancia anterior, un interlocutor portugués debe alternar preposiciones, a implica que uno volverá más pronto que tarde, según el contexto. Esta distinción no se hace en español, y no se puede utilizar el para español para este propósito.
Fui al mercado cerca de mi casa. (español)
Fui ao mercado perto de/da minha casa. [desplazamiento provisional] (portugués)
El presidente anterior fue desterrado a Portugal. (español)
O presidente anterior foi exilado para Portugal. [desplazamiento permanente o más duradero] (portugués)
Sin embargo, nótese que en el primer ejemplo, para puede ser usado en portugués si está en contraposición con un período muy breve de tiempo:
Não fico muito tempo, só um minuto. Tenho de ir para o mercado. [tarea pendiente o compromiso]

#### "Hacia", "para" y "face a"
El español tiene dos preposiciones diferentes: para y hacia. De las dos, sólo para existe en portugués, abarcando ambos significados:
Este regalo es para ti/usted. (español)
Este presente é para ti/si (você). (portugués)
Aquel avión vuela hacia Nueva York. (español)
Aquele avião voa para Nova Iorque. (portugués)
El para de la última frase en portugués puede ser sustituida por rumo a ("rumbo a", "en dirección a").
Aunque face significa cara y el portugués face a está etimológicamente relacionado con el español hacia, face a también significa frente a, con respecto a, en lo concerniente a. Ejemplos de utilización:
Face ao exposto, só posso concluir isso. (Con respecto a lo expuesto, sólo puedo concluir eso)
O euro permanece estável face ao dólar. (El euro permanece estable frente al dólar)

#### "De" y "desde"
Desde, según el diccionario RAE: "Denota el punto, en tiempo o lugar, de que procede, se origina o ha de empezar a contarse una cosa, un hecho o una distancia."
En portugués se utiliza también desde cuando se refiere a tiempo, pero se suele utilizar do cuando se refiere a lugar.
¿Desde cuándo viven/moran aquí? (español)
Desde quando vivem/moram aqui? (portugués)
Desde el hotel se ve la playa. (español)
Do hotel vê-se a praia. (portugués)

#### Otras diferencias en el uso de preposiciones
Aunque, por lo general, las mismas preposiciones son utilizadas en los mismos contextos en los dos idiomas, hay muchas excepciones:
Nuestros gastos de energía. (español)
(Os) nossos gastos com/de energia. (portugués)
Voy a votar por/a Juan. (español)
Vou votar em/no João. (portugués)

## Gramática
En líneas generales, las gramáticas del español y del portugués no son muy distintas. Sin embargo, hay algunas diferencias entre los dos idiomas que pueden obstaculizar el aprendizaje de uno conociendo el otro.

### Género
El español tiene tres formas para el artículo determinado singular: el, masculino; la, femenino; y lo, neutro. El último es usado con adjetivos para formar nombres abstractos, y también para intensificar el significado de adjetivos. En portugués solo existe o, masculino, y a, femenino. En español también hay tres pronombres en tercera persona, él, ella y ello, mientras que el portugués tiene solamente ele, masculino, y ela, femenino. Lo y ello no tienen formas en plural, porque los (artículo determinado plural) y ellos (pronombre) son masculinos, y no neutros.
Algunas palabras son masculinas en español, pero femeninas en portugués, o viceversa. Un ejemplo frecuente son los sustantivos terminados en -aje en español, que son normalmente masculinos, y su equivalente portugués con terminación en -agem, que son femeninos. Por ejemplo, en español el viaje (masculino, como en francés le voyage y en italiano il viaggio) corresponde al portugués femenino a viagem.  De forma parecida, el puente, el dolor, o el árbol son nombres masculinos en español, mientras que a ponte, a dor, y a árvore son femeninos en portugués. Por otro lado, el femenino español la leche corresponde al portugués o leite (masculino, como en francés le lait y en italiano il latte). Asimismo nariz es femenino en español y masculino en portugués.

### Uso del artículo determinado ('el'/'o', 'la'/'a', 'los'/'os', 'las'/'as')
En muchas variantes del portugués, los nombres propios son normalmente precedidos por un artículo determinado, (también encontramos esta característica en el catalán). Este es un desarrollo relativamente reciente, que algunas variantes brasileños no han adoptado aún, fundamentalmente en el Nordeste de Brasil. En aquellas variantes del portugués en que habitualmente se utilizan artículos determinados antes de los nombres propios, el artículo puede ser omitido para denotar formalidad, o para mostrar distancia en narración literaria. Compare, por ejemplo, "María salió", en español, con "A Maria saiu". En español también se pueden usar los artículos antes de un nombre propio de persona, pero se considera informal o incluso está estigmatizado, según las zonas.
El portugués también utiliza el artículo determinado delante de los nombres de la mayoría de países  y muchas ciudades (una  excepción notable es el mismo Portugal). En español, los nombres de países y ciudades no llevan, por lo general, un artículo, aunque hay excepciones (p. ej.: los Estados Unidos de América, la China, el Japón, etc.) Sin embargo, incluso en estos casos, el español no siempre requiere un artículo determinado.
Santiago es la capital de Chile. (español)
Santiago é a capital do Chile. (portugués)
Él es de Costa Rica, que está en América Central. (español)
Ele é da Costa Rica, que fica na América Central. (portugués)
Tengo un boleto a los Estados Unidos de  América. (español)
Tenho um bilhete para os Estados Unidos da América. (portugués)
En portugués se omite el artículo determinado para decir la hora, salvo cuando se utiliza para as.
Son las nueve y quince. (español)
São nove e quinze. (portugués)
Además, en la mayoría de variantes del portugués, se pone un artículo determinado delante del adjetivo posesivo (como en italiano), lo cual no sería correcto en español. Por ejemplo, Este es mi hermano, se traduciría como Este é o meu irmão en portugués. Sin embargo, en algunas variantes brasileñas (principalmente en el Nordeste) no se utiliza el artículo: Este é meu irmão.

### Posesivos
En portugués, todos los adjetivos posesivos concuerdan en género con la cosa poseída, mientras que en español esto sucede solo con nuestro/nuestra y vuestro/vuestra. Estos adjetivos son normalmente precedidos por un artículo determinado en portugués, pero no en español.
Mi padre nació tres años antes de mi madre. (español)
O meu pai nasceu três anos antes da minha mãe. (portugués)
Pienso que sus manzanas son mejores que sus tomates. (español)
Penso que as suas maçãs são melhores que os seus  tomates. (portugués)
Por otro lado, en español los pronombres posesivos expresan género, y son diferentes de los adjetivos posesivos. En portugués, en cambio, los pronombres posesivos son iguales a los adjetivos (pero en este caso el artículo determinado es obligatorio siempre en todas las variantes).
Mi casa es más grande que la suya. (español)
A minha casa é maior que a sua. (portugués)

### Verbos

#### Ser y estar
Tanto en español como en portugués hay dos verbos copulativos principales: Ser y estar. En su mayor parte, el uso de estos verbos es el mismo en ambas lenguas, aunque hay unos pocos casos en los que difieren. La principal diferencia entre el español y el portugués está en la interpretación del concepto de estado (estar) frente al concepto de esencia (ser), y en la generalización que, de una manera o de otra, se realiza en ciertas estructuras. Por ejemplo: 
Está prohibido fumar. [estar] (español)
É proibido fumar. [ser] (portugués)
La silla está hecha de madera. [estar] (español)
A cadeira é feita de madeira. [ser] (portugués)
Sólo uno es correcto. [ser]  (español) ("está" también es aceptado)
Só um está correto. [estar] (portugués)
También, el uso de ser respecto a una localización permanente es mucho más aceptado en portugués. Por el contrario, estar, en español, implica frecuentemente permanencia en un lugar, mientras que en portugués implica provisionalidad y/o algo dentro de las cercanías (misma casa, edificio, etc.). Véanse los dos ejemplos de abajo.
Otro verbo copulativo (o pseudo-copulativo) sería quedar(se) en español y ficar en portugués. 
Nuestra oficina queda (o está) muy lejos. [quedar/estar] (español)
O nosso escritório é (o fica) muito longe. [ser/ficar] (portugués)
¿Dónde está (o queda) el aeropuerto? [estar/quedar] (español)
Onde fica (o é) o aeroporto? [ficar/ser] (portugués)
Como el aeropuerto no es, evidentemente, un lugar cercano, se utiliza ficar en portugués (por lo general), aunque también se puede utilizar ser.
Mi abuela se está quedando sorda. (español)
A minha avó está a ficar surda. (portugués europeo) / A minha avó está ficando surda. (portugués brasileño)
Me quedé dentro de la casa todo el día. (español)
Fiquei dentro de casa todo o dia. (portugués)
Como se explicará en la siguiente sección, la frase anterior en español implica que estar dentro de la casa fue voluntario, mientras que la frase en portugués, desprovista de otro contexto, sería más ambigua.

#### Verbos reflexivos
Los verbos reflexivos son más frecuentes en español que en portugués, especialmente en acciones referentes a partes del cuerpo:
Guillermo se rompió la pierna jugando a la pelota. (español)
O Guilherme partiu/quebrou a perna a jogar à bola. (portugués)
Cuando un verbo en español incluye un pronombre reflexivo, implica una acción voluntaria:
Pablo quedó en París. [una contingencia pudo haberlo forzado a hacerlo]
Pablo se quedó en París. [porque lo decidió voluntariamente]
Las dos frases anteriores generalmente se traducirían en portugués como O Paulo ficou em Paris. Si fuera necesario para distingirlas, la primera frase podría reescribirse como: O Paulo teve de ficar em Paris.

#### Verbos irregulares
En el pretérito del portugués, algunos verbos irregulares tienen un cambio de la vocal de la raíz para indicar diferencias entre la primera y tercera persona de singular; un ejemplo son las conjugaciones del verbo fazer (fiz contra fez). Estas diferencias entre las vocales existen debido a la metafonía provocada por la última -i de la forma de la primera persona de singular en latín. En la mayoría de los casos en español, la vocal de la raíz fue regularizada en toda la conjugación y la última vocal en la forma de la tercera persona es -o (por ejemplo: hice contra hizo, pude contra pudo). El único verbo español que mantiene este cambio de la vocal de la raíz es ser (fui y fue). Los verbos portugueses que terminan en -duzir son regulares en el pretérito; sin embargo, los verbos españoles que terminan en -ducir tienen un cambio de consonante (por ejemplo: en portugués reduzi, pero en español reduje). Un caso similar ocurre con el verbo andar (en español anduviste, pero en portugués andaste, aunque este último existe en español dialectal). 
La lengua española tiene más formas irregulares en el tiempo futuro y el condicional (por ejemplo: saldré y vendré); el portugués sólo tiene tres verbos irregulares en ambos tiempos (farei, direi, traei). 
En el imperfecto, el español tiene tres verbos irregulares y el portugués tiene cuatro; el verbo ser es el único verbo que es irregular en ambos idiomas. Mientras que los verbos ter, pôr, y vir son irregulares en portugués, los verbos ir y ver son irregulares en español. 
No hay vocal final (-e) en portugués en la conjugación de las formas de la tercera persona de singular en el presente que tienen una <r> o una <z> debido a las reglas fonológicas (faz, diz, y quer). En español, la vocal final (-e) está presente (hace, dice, y quiere); además la analogía ocurre en el pretérito (fiz contra hice). En sustantivos que usan esta regla (por ejemplo paz, amor, y luz), no hay una vocal final en la forma singular en ambos idiomas.

## Ortografía

### Alfabeto
- a b c d e f g h i j k l m n ñ o p q r s t u v w x y z

El alfabeto español tiene veintisiete letras. Hasta 1994 eran veintinueve, ya que estaban incluidos los dígrafos ch y ll (y no el dígrafo rr). El alfabeto portugués tradicional tiene veintitrés letras; y el moderno, veintiséis. La k y la w se han añadido a los dos idiomas, aunque estén presentes solo en palabras extranjeras. El portugués también ha incorporado la y, utilizada en palabras extranjeras. Sin embargo, no considera como letras del alfabeto a los dígrafos (como ch, lh o nh), y tampoco la ce cedilla (ç). Las letras no incluidas en el alfabeto portugués se muestran arriba en negrita.
En 1994, en la reforma del X Congreso de la Asociación de Academias de la Lengua Española, se acordó adoptar el orden alfabético latino universal, siguiendo así el modelo de la mayoría de idiomas de Europa Occidental. Sin embargo, antes de esta, los dígrafos ch y ll se ordenaban alfabéticamente de forma independiente. Por ejemplo, los siguientes apellidos irían en este orden: Cervantes, Contreras, Cruz, Chávez, Dávila.  Muchos diccionarios españoles y otro material de referencia todavía utilizan este tipo de ordenación anterior a la reforma.

### Diferentes ortografías para sonidos parecidos
Las consonantes palatales se escriben de forma diferente en los dos idiomas.
| Descripción | Español   | Español       | Portugués | Portugués     |
| Descripción | Escritura | Pronunciación | Escritura | Pronunciación |
| ----------- | --------- | ------------- | --------- | ------------- |
| "l" palatal | ll        | ʎ             | lh        | ʎ             |
| "n" palatal | ñ         | ɲ             | nh        | ɲ             |
| "y" palatal | y         | j             | i         | j             |

Los sonidos que representan las letras ll y ñ en español tienen su origen en los dígrafos del latín ll y nn (para esos casos, el portugués tiene solo la l y la n; ej. rodilla/rodela, peña/pena). Los dígrafos del portugués lh y nh fueron adoptados del idioma occitano, ya que la poesía de los trovadores fue la influencia más importante en la literatura portuguesa hasta el siglo XIV. El rey Dionisio I de Portugal, que implantó el portugués en vez del latín como idioma oficial, era admirador de la poesía de los trovadores, y él mismo era poeta.
La letra y fue utilizada en portugués desde el siglo XVI hasta principios del siglo XX en préstamos del griego (p.ej., Psychologia, actualmente Psicologia). La reforma ortográfica de 1911 la sustituyó oficialmente por la i. El sonido correspondiente de la y puede ser considerado como un alófono de la vocal i en los dos idiomas.
La pronunciación exacta de estas tres consonantes varía un poco según el dialecto. La tabla indica solo los valores fónicos más comunes en cada idioma. En la mayoría de dialectos del español, las consonantes ll e y han venido a pronunciarse de la misma forma, una fusión de sonidos conocida como yeísmo. Un fenómeno similar puede encontrarse en algunas variantes del portugués brasileño, pero está mucho menos extendido que en español.
La letra portuguesa ç se origina de la forma visigótica de la letra z, y siempre tiene el sonido de una 'c' suave.  Ninguna palabra puede empezar o terminar con una cedilla.  También aparece en castellano antiguo, pero ha sido restituida de nuevo a la letra z.  Ejemplo: calzado (es.), calçado (pt.)

### Correspondencias entre terminaciones de palabras
Varias terminaciones de palabras son, por lo general, distintas en los dos idiomas.
- La terminación -n en español, generalmente corresponde a -m en portugués  (p. ej.: jardín/jardim, algún/algum). En el plural, la m es sustituida con una n (p. ej.: jardines/jardins, algunos/alguns). También hay diferencias en la pronunciación. Mientras que en español se pronuncian todas las letras, en portugués algunas sólo indican la nasalización de la vocal precedente (véase la sección de vocales más abajo).
- Excepciones habituales a la regla anterior en terminaciones de sustantivos:
  - -án y -ano, que usualmente corresponden a -ão en portugués (Irán/Irão, hermano/irmão, y huérfano/órfão);
  - -ana, que corresponden a -ã (hermana/irmã, mañana/manhã, huérfana/órfã);
  - -ón / -ción / -cción o -sión, que por lo general corresponden a -ão / -ção / -são o -ssão (melón/melão, opción/opção, corrección/correção, pensión/pensão, admisión/admissão).
  - -on o -an, que corresponden a -ão en la mayoría de monosílabos (son/são, / tan/tão);

- Diferentes terminaciones en singular en español (-ano, -án, -ón, así como en monosílabos terminados en -an y -on) normalmente corresponden a una única terminación en portugués (-ão). Sin embargo, las terminaciones en plural del portugués varían (-ãos, -ães u -ões), normalmente denotando la versión arcaica de la palabra (que es frecuentemente más próxima al español):
  - -ãos, como en mão/mãos (mano(s));
  - -ães, como en capitão/capitães (capitán/capitanes);
  - -ões, como en melão/melões (melón/melones).

- Importantes excepciones a la regla anterior:
  - verão/verões (verano(s));
  - ancião, que permite tres formas en plural: anciãos, anciães y anciões (anciano(s)).

- Las terminaciones de la tercera persona del plural del pretérito de indicativo son escritas con -on en español (pensaron, vivieron), pero con -am en portugués (pensaram, viveram).

- Otra diferencia notable es el uso de -z en español frente a -s en portugués en la terminación de sílabas no acentuadas, especialmente cuando la consonante es la última letra en una palabra. Ejemplos:

| Álvarez, | Fernández, | Rodríguez, | izquierda, | mezquino,  | extranjero  | (español)   |
| Álvares, | Fernandes, | Rodrigues, | esquerda,  | mesquinho, | estrangeiro | (portugués) |

## Fonología
Aunque los vocabularios del español y del portugués son bastante parecidos, fonéticamente el portugués es algo más próximo al catalán o al francés. Frecuentemente se afirma que la compleja fonología del portugués, comparada con la del español, explica por qué generalmente el portugués hablado es un poco menos comprensible. Por otro lado, el portugués escrito es entre 89% - 92% inteligible para los hablantes hispanos, debido a la fuerte similitud léxica entre los dos idiomas. En comparación, la inteligibilidad mutua entre el español e italiano es mucho menor.
Las siguientes consideraciones están basadas en una comparación de versiones estándares del español y el portugués. Las divergencias apreciables de la información siguiente con la pronunciación propia de cualquier persona puede indicar un idiolecto o dialecto que difiera de los mencionados estándares. La información sobre la fonología portuguesa está adaptada de Celso Pedro Luft (Novo Manual de Português, 1971), y la información de la fonología española está adaptada de Manuel Seco (Gramática Esencial del Español, 1994).
Comparando el inventario fonémico de los dos idiomas, resalta su apreciable divergencia. En primer lugar, el portugués tiene más fonemas que el español, especialmente vocales. Además, cada idioma tiene fonemas que no posee el otro.

### Primeras divergencias fonéticas

#### Vocales
El español y el portugués se han diferenciado desde hace más de mil años. Una de las diferencias más notables entre ellos deriva del resultado de las vocales acentuadas del latín:
| Latín clásico (escritura) | Latín vulgar (pronunciación) | Español   | Español       | Portugués | Portugués     |
| Latín clásico (escritura) | Latín vulgar (pronunciación) | Escritura | Pronunciación | Escritura | Pronunciación |
| ------------------------- | ---------------------------- | --------- | ------------- | --------- | ------------- |
| A                         | /a/                          | a / á     | /a/           | a / á / â | /a/ or /ɐ/1   |
| Ā                         | /a/                          | a / á     | /a/           | a / á / â | /a/ or /ɐ/1   |
| E                         | /ɛ/                          | ie / ié   | /je/          | e / é     | /ɛ/           |
| Ē                         | /e/                          | e / é     | /e/           | e(i) / ê  | /e(j)/        |
| I                         | /e/                          | e / é     | /e/           | e(i) / ê  | /e(j)/        |
| Ī                         | /i/                          | i / í     | /i/           | i / í     | /i/           |
| O                         | /ɔ/                          | ue / ué   | /we/          | o / ó     | /ɔ/           |
| Ō                         | /o/                          | o / ó     | /o/           | o / ô     | /o/           |
| U                         | /o/                          | o / ó     | /o/           | o / ô     | /o/           |
| Ū                         | /u/                          | u / ú     | /u/           | u / ú     | /u/           |
| AU                        | /au/                         | o / ó     | /o/           | ou        | /ou̯/²         |
1Las vocales /a/ y /ɐ/ se dan mayormente en distribución complementaria. 

2Este diptongo ha sido reducido al sonido /o/ en muchas variantes del portugués moderno.
Cuando la cantidad vocálica dejó de ser distintiva en la transición del latín a las lenguas romances, las vocales acentuadas E y O se convirtieron en ie y ue en español cuando eran cortas (latín petra → español piedra; latín moritur → español muere). Conversiones parecidas en diptongos pueden encontrarse en otras lenguas romances (francés pierre, italiano pietra; francés meurt/muert, italiano muore, rumano moare), pero en galaicoportugués esas vocales experimentaron un cambio cualitativo (galaicoportugués pedra, morre), convirtiéndose en vocales más abiertas, como también sucedió con la I corta y la U corta en sílabas acentuadas. 
El portugués también se diferencia del español por tener cinco vocales nasales (/ɐ̃/, /ẽ/, /ĩ/, /õ/, /ũ/), que, de acuerdo con la lingüística histórica, provienen de la asimilación de las consonantes nasales /m/ y /n/, frecuentemente al final de sílaba. La m y la n de fin de sílaba todavía se escriben para indicar nasalización, aunque ya no se pronuncian completamente. En otros casos, las vocales nasales son marcadas con una tilde (ã, õ). No todas las palabras que contienen vocal + n poseen sonido nasal, ya que también la siguiente letra después de la n debe ser una consonante para que esto ocurra. (Excepción:  el dígrafo nh no implica nasalización de la vocal precedente.)  anel /a'nɛw/ (anillo/no nasal),  anca /'ãka/ (anca/nasal).
El monoptongo portugués ou puede confundir a los hablantes hispanos dependiendo de cómo se utilice. Por ejemplo, descansó (es.) y descansou (pt.) se pronuncian de forma parecida (a pesar de escribirse diferente), mientras que voy (es.) y vou (pt.) parecen similares, pero tienen diferente sonido vocal. También puede suceder lo contrario, como en español cosa cambiando a coisa en portugués. Pero, a pesar de las diferencias que existen, el entendimiento mutuo entre los dos idiomas continúa siendo muy alto.

#### Consonantes
Algunos de los cambios fonéticos más característicos experimentados por las consonantes del latín al portugués y al español se muestran en la siguiente tabla:
| Latín         | Español                     | Portugués | Ejemplos                                                                          |
| ------------- | --------------------------- | --------- | --------------------------------------------------------------------------------- |
| F-            | h (posteriormente muda) o f | f         | *fabulare (reconstruida) → hablar, falar filium → hijo, filho focum → fuego, fogo |
| -L-           | l                           | elidida   | cælum → cielo, céu (arc. ceo) volāre → volar, voar                                |
| -N-           | n                           | elidida   | generālem → general, geral tenēre → tener, ter                                    |
| -LL-          | ll                          | l         | castellum → castillo, castelo                                                     |
| -NN-          | ñ                           | n         | annum → año, ano cannam → caña, cana                                              |
| -LI-          | j                           | lh        | alĭum → ajo, alho filium → hijo, filho                                            |
| -NI-          | ni                          | nh        | Junium → junio, junho                                                             |
| CL-, FL-, PL- | ll                          | ch        | clamāre → llamar, chamar flammam → llama, chama plēnum → lleno, cheio             |
| -CT-, -LT-    | ch                          | it, ut    | mŭltum → mucho, muito noctem → noche, noite (arc. noute) pectum → pecho, peito    |

Característico del español antiguo (como en el dialecto gascón del occitano, posiblemente debido a una influencia del euskera) fue la pérdida de la F inicial del latín. Así, hijo y hablar corresponden a filho y falar en portugués (del latín filium y fabulare, respectivamente). No obstante, el portugués fogo corresponde al español fuego (del latín focum).
Otra diferencia típica es la relativa al resultado de la L y la N latinas en posición intervocálica:
- Cuando es sencilla, se mantiene en español pero se elide en portugués. Frecuentemente, la pérdida de la consonante fue seguida por la fusión de las dos vocales circundantes (como en los ejemplos de la tabla anterior), o por la inserción de una vocal (epéntesis) entre ellas (latín arenam → español arena,  portugués arẽa, actualmente areia).

- Cuando la consonante es doble, entonces evoluciona en las palatales ll y ñ del español. De hecho, la letra ñ fue originalmente una abreviatura de nn. En portugués, -LL- y -NN- se transforman en consonantes simples.

- Cuando es seguida por la semivocal I, la L se combina con ella en una j en español. En portugués, la L y la N seguidas por la semivocal I fueron palatalizadas en lh y nh, respectivamente.

Otros grupos consonánticos del latín también tomaron rutas marcadamente diferentes en los dos idiomas en su etapa antigua:
| Origen                | Español | Portugués |
| --------------------- | ------- | --------- |
| argillam              | arcilla | argila    |
| blandum               | blando  | brando    |
| cāsĕum                | queso   | queijo    |
| ocŭlum → oc'lu        | ojo     | olho      |
| homĭnem → hom'ne      | hombre  | homem     |
| tremulāre → trem'lare | temblar | tremer    |

Cultismos como pleno, ocular, no(c)turno, tremular, etc., no se incluyen en los ejemplos anteriores, ya que fueron adaptadas posteriormente directamente del latín clásico.
Las tablas anteriores representan solo tendencias generales con muchas excepciones, debidas, principalmente, a:
1. Otros procesos fonológicos en funcionamiento en portugués antiguo y en español antiguo, que interfirieron con estos.
2. Regularizaciones posteriores por analogía con palabras afines.
3. Préstamos posteriores de cultismos directamente del latín, especialmente desde el Renacimiento, que no respetaron las normas originales de sonido.
4. Préstamos mutuos, del español al portugués o viceversa.

#### Sinéresis
El portugués tiene tendencia a eliminar los hiatos (que han sido conservados en español) mezclando vocales consecutivas similares en una sola (frecuentemente después de la ya mencionada pérdida de la l y la n intervocálicas). Esto trae como consecuencia que muchas palabras portuguesas sean una sílaba más cortas que sus cognados en español:
| creído, | leer, | mala, | manzana, | mañana, | poner, | reír, | venir | (español)   |
| crido,  | ler,  | má,   | maçã,    | manhã,  | pôr,   | rir,  | vir   | (portugués) |
En otros casos, el portugués reduce las vocales consecutivas a un diptongo, resultando de nuevo una palabra de una sílaba menos: 
| a-te-o, | eu-ro-pe-o, | pa-lo, | ve-lo | (español)   |
| a-teu,  | eu-ro-peu,  | pau,   | véu   | (portugués) |
Sin embargo hay unas pocas palabras en las que pasa lo contrario, como la palabra española comprender frente a la portuguesa compreender, del latín comprehendere.